# Chiesa di San Pietro in Pezzano
La chiesa di San Pietro in Pezzano o di San Pietro a Pezzano è un luogo di culto cattolico che si trova lungo la strada dei Sette ponti, a Castiglion Fibocchi. Attualmente è la cappella del cimitero del centro in provincia di Arezzo.
Consacrata nel 1232 e dipendente in origine dalla pieve di San Quirico Sopr'Arno, in seguito alla decadenza della chiesa plebana, situata in località montana di difficile accesso, vi fu trasferito il fonte battesimale. Restaurata nel 1583, divenne patronato della Compagnia dell'Annunciazione, ma, verso la metà del XVIII secolo, decadde sino ad essere destinata a "sepolcreto".
Alla fine dell'Ottocento furono eseguiti i lavori di restauro del tetto, ma è nel primo trentennio del Novecento che, ad opera di Giuseppe Castellucci, la chiesa venne alterata da un rifacimento "in stile". All'interno, sulla parete di fondo che conserva le strutture originarie, è visibile un affresco trecentesco con un'Annunciazione, attribuito ad Andrea di Nerio, collocabile intorno al 1380 circa.